# Ridderorden in Patiala
Binnen Brits-Indië bestuurden honderden lokale vorsten hun grote of kleine vorstendommen. Een van de machtige vorsten was de Baroda van Patiala. Voor gebruik binnen en buiten zijn autonome rijk stichtte hij talloze onderscheidingen waaronder vijf ridderorden.
Deze werden ook na de onafhankelijkheid van India in 1947 en de Indiase machtsgreep in de vorstenstaten ("operatie polo") in ieder geval tot 1954 verleend.
- De Orde van de Koninklijke Familie
- De Orde van de Familie
- De Orde van Krishna
- De Orde van de Esprit
- De Orde van Militaire Verdienste (1837 tot 1912)
- De Orde van Baroda Pratap Singh Rao

De onderscheidingen werd niet aan Britten uitgereikt. De Britse bestuurders van de Raj mochten geen geschenken en zeker geen ridderorden aannemen van de quasi onafhankelijke Indiase vorsten. De vorsten stonden bekend om hun enorme rijkdom maar zij werden door de ambtenaren van de Britse onderkoning scherp in de gaten gehouden.De regering maakte bezwaar tegen het bestaan van ridderorden in de vorstenstaten maar zij zag het bestaan ervan door de vingers zo lang als er geen Britten in die ridderorden werden opgenomen. In een enkel geval heeft men gesanctioneerd dat een politieman een medaille van een Inlandse vorst ontving.
In 1947 werden de vorsten gedwongen om hun staten deel te laten uitmaken van de republiek India. In de "actie polo" greep het Indiase leger in opdracht van Nehru de macht in de zelfstandige rijken als Haiderapur en Patiala. De vorsten kregen een pensioen en zij bleven enige tijd een ceremoniële rol spelen. Hun ridderorden mochten niet worden gedragen in India maar voor zover het om gebruik binnen de familie en het hof ging werd het dragen van de orden van een maharaja door de vingers gezien.